# Happencourt
 Happencourt  là một xã ở tỉnh Aisne, vùng Hauts-de-France thuộc miền bắc nước Pháp.